# Calvin i Hobbes
Calvin i Hobbes és una tira còmica escrita i dibuixada per Bill Watterson que relata, en clau d'humor, les peripècies de Calvin, un imaginatiu nen de 6 anys, i Hobbes, el seu enèrgic i sarcàstic, tot i que una mica pompós, tigre de peluix, que Calvin creu real.
La parella rep els seus noms de Jean Cauvin, teòleg reformista francès del segle xvi, i de Thomas Hobbes, filòsof anglès del segle xvii. La tira còmica es va publicar diàriament des del 18 de novembre de 1985 fins al 31 de desembre de 1995, apareixent en més de 2400 periòdics i amb més de 30 milions d'exemplars venuts dels seus 18 llibres recopilatoris, la qual cosa la converteix en un referent de la cultura popular fins i tot en l'actualitat.
Sota la seva aparent senzillesa, es troba una de les tires còmiques més complexes de finals del segle xx. A pesar que beu en part de les fantasies de Little Nemo in Slumberland de Winsor McCay, les seves múltiples referències (El Quixot, Hamlet, Kafka, Nietzsche, Picasso) i les reflexions de l'autor (en boca de Calvin) sobre art, cultura, política, filosofia, temes transcendentals (vida, mort, Déu) han convertit a Calvin i Hobbes en una de les tires còmiques de referència, que ha donat lloc a moltes i variades interpretacions per intentar abastar la magnitud de tot el que Watterson va llegar amb Calvin i Hobbes.
La història està vagament situada en un típic suburbi de l'actual Oest Mitjà nord-americà, lloc probablement inspirat a la casa natal de Waterson a Chagrin Falls, Ohio. Calvin i Hobbes apareixen en la immensa majoria de tires, mentre que la presència de la resta de la família de Calvin és bastant més reduïda. Els temes més recurrents de la tira són les fantasies imaginades per Calvin (en les quals s'evadeix del món real), la seva amistat amb Hobbes, les seves entremaliadures, els seus punts de vista sobre temes polítics i culturals, i la interacció amb els seus pares, companys de col·legi, professors, i altres membres de la societat. Un motiu molt recurrent és la naturalesa dual de Hobbes, ja que Calvin el veu com un ésser viu mentre que la resta de personatges el veuen com un ninot de peluix. No obstant això, la tira no esmenta a cap figura política específica (com per exemple sí que ho fa Garry Trudeau en Doonesbury, que toca temes com l'ambientalisme o les enquestes d'opinió). Algunes de les tires de Calvin comencen anunciant «els resultats de l'enquesta entre nens de sis anys» al seu pare, com si la seva posició en la família fos un càrrec electe.
A causa de les profundes conviccions anti-comercials de Watterson, i la seva negativa a ser un personatge cèlebre, amb prou feines existeixen productes legítims de Calvin (tovalloles, tasses, etc.) a part dels propis dibuixos. Els escassos objectes oficials són cobejats per col·leccionistes. Dos notables excepcions foren la publicació de dos calendaris de paret de 16 mesos i el llibre de text Teaching with Calvin and Hobbes (Aprenent amb Calvin i Hobbes). Tot i això, la gran popularitat de la tira ha motivat l'aparició de molts productes no autoritzats (samarretes, clauers, etc.) amb Calvin i Hobbes, sovint incloent un llenguatge obscè molt lluny del que representen els personatges originals.
S'aprecia una influència de Peanuts a la sèrie. La visió de Calvin és el centre de l'obra, barreja la innocència d'un nen amb el cinisme adult. Hi ha una crítica social i un qüestionament sobre què és la realitat constant, reforçat pel grafisme. La localització és una àrea residencial nord-americana i les referències a la cultura pop i cinematogràfica local són molt freqüents.

## Història
Calvin i Hobbes van sorgir quan Watterson, que detestava la seva feina com publicista, va començar a usar el seu temps lliure desenvolupant la que era la seva gran passió: dibuixar. Va desenvolupar diverses idees per a tires còmiques, que va enviar a diverses editorials, però totes van ser rebutjades. No obstant això, va rebre una resposta positiva d'una d'elles, on li aconsellaven que se centrés en un personatge secundari (el germà petit del personatge principal) i el seu tigre de peluix. Watterson va seguir aquest consell, però la nova tira basada en aquest personatge va ser rebutjada per la mateixa editorial que l'havia animat a fer-la, la United Features Syndicate. Watterson no va desistir i, després de diverses negatives més, finalment va aconseguir que la Universal Press Syndicate acceptés publicar-li.
La primera tira va aparèixer el 18 de novembre de 1985, i aviat es va convertir en un èxit. Al cap d'un any ja es publicava en uns 250 diaris, i a l'abril de 1987, només 16 mesos després del seu inici, va merèixer un article al Los Angeles Times. Calvin i Hobbes li van donar al seu autor dos premis Reuben de la National Cartoonists Society (Associació Nacional de dibuixants de Còmics) en la categoria de Millor dibuixant de l'Any (Outstanding Cartoonist of the Year), el primer l'any 1986 i el segon el 1988, sent nominat de nou l'any 1992. També va ser guardonat amb el Humor Comic Strip Award l'any 1988.
Watterson es va prendre dos llargs períodes de descans en els quals no va dibuixar noves tires, el primer des de maig de 1991 fins a febrer de 1992, i el segon d'abril a desembre de 1994. L'any 1995 Watterson va enviar una carta a l'editorial i a tots els periòdics que publicaven les seves tires. La carta va ser publicada el 9 de novembre: 
| « | Benvolgut editor: Deixaré de dibuixar Calvin i Hobbes a la fi d'any. Aquesta no ha estat una decisió impulsiva ni fàcil de prendre, i ho faig amb una mica de tristesa. No obstant això, els meus interessos personals han canviat, i crec que he fet el que he pogut dins dels límits de les dates de lliurament i la grandària de les vinyetes. Estic ansiós per treballar a un ritme més meditatiu, amb pocs compromisos artístics. Encara no m'he decidit per projectes de futur, però el meu vincle amb la Universal Press Syndicate continuarà. El que tants diaris hagin publicat Calvin i Hobbes és alguna cosa que sempre m'honrarà, i estic molt agraït pel seu suport i indulgència al llarg de la passada dècada. Dibuixar aquesta tira còmica ha estat un privilegi i un plaer, i agraeixo que m'hagin donat l'oportunitat. "Sincerament, Bill Watterson". | » |

La tira número 3160 va ser l'última de Calvin i Hobbes, i es va publicar el diumenge 31 de desembre de 1995. S'hi veu a Calvin i Hobbes amb el seu trineu, caminant per un terreny completament ple de neu i gaudint del paisatge, s'assenten en el trineu i Calvin diu: «És un món màgic, Hobbes, vell amic...» L'última escena mostra a tots dos baixant per la neu muntats en el trineu mentre Calvin crida: «Explorem-lo!»

## Els personatges

### Calvin

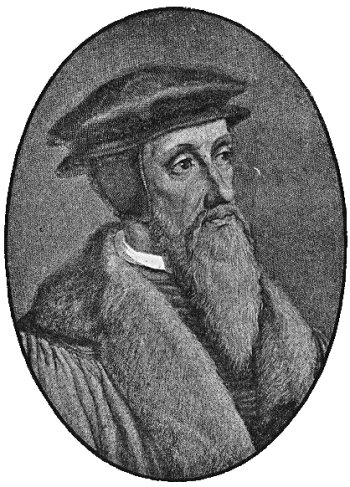
Joan Calví.

- Primera aparició: 18 de novembre de 1985.
- Darrera aparició: 31 de desembre de 1995.

És el protagonista absolut. El seu nom ve de Joan Calví, el teòleg protestant de rígida moral. És una paròdia, ja que Calvin és un nen de sis anys entremeliat que es mou tot buscant el màxim benefici. Mai no creix a la tira còmica. Té una poderosa imaginació, li agrada llegir còmics, jugar a l'aire lliure i odia l'escola. A vegades es caracteritza com a astronauta, superheroi o monstre-dinosaure. És ros, amb cabells espinosos i una camisa de ratlles i pantalons negres, pantalons i sabatilles negres distintives. Malgrat les seves notes pobres a l'escola, Calvin demostra la seva intel·ligència mitjançant un vocabulari sofisticat, una ment filosòfica i un talent creatiu / artístic. Watterson va descriure a Calvin com "no tenia gaire filtre entre el cervell i la boca", "massa poc intel·ligent per a la seva edat", sense contenció i encara no tenia experiència per "conèixer les coses que no hauríeu de fer." La historieta gira en gran part al voltant del món interior de Calvin i de les seves experiències en gran manera antagòniques amb els de fora (companys d'alumnes, figures de l'autoritat i els seus pares).

### Hobbes

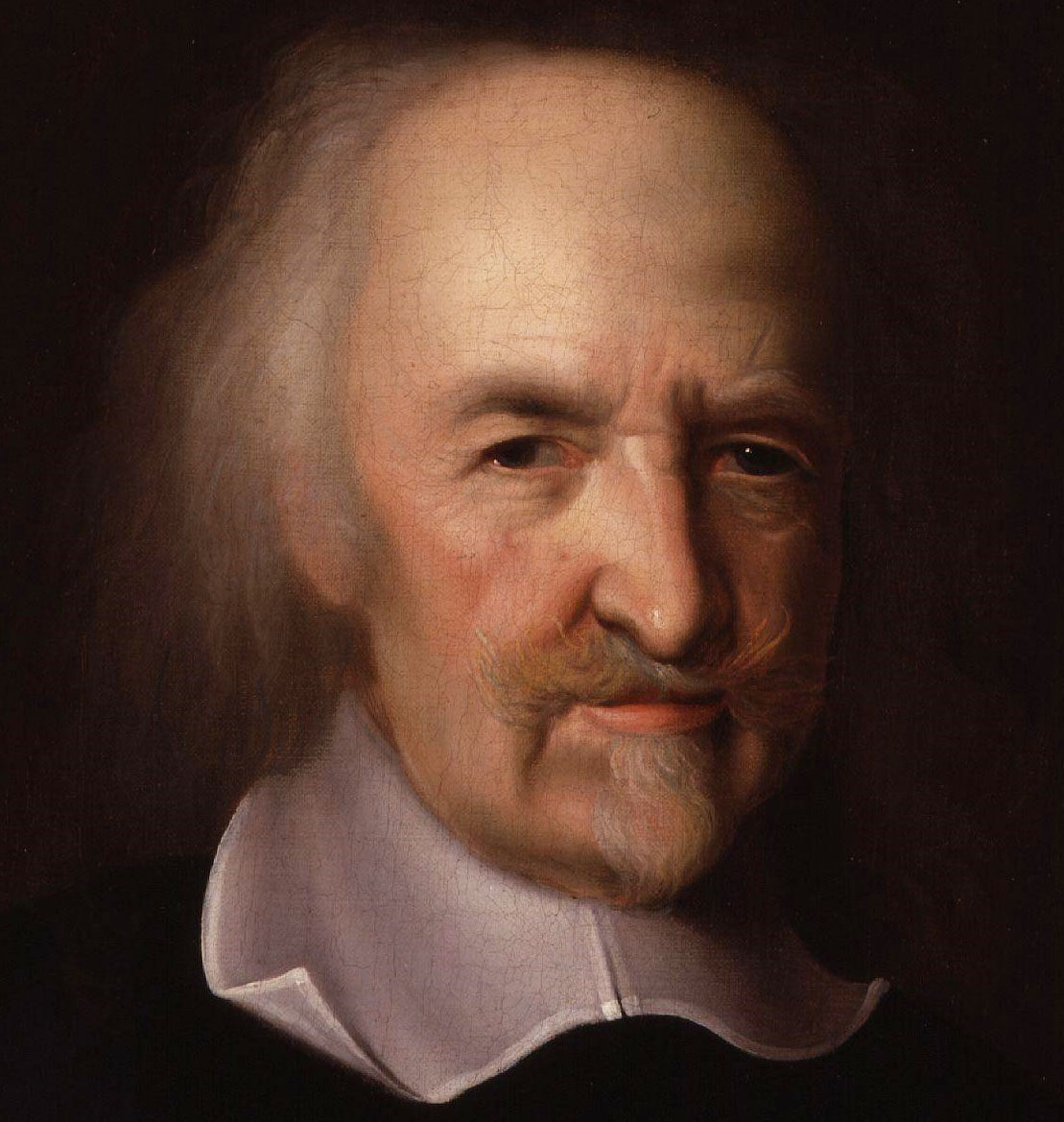
Thomas Hobbes.

- Primera aparició: 18 de novembre de 1985.
- Darrera aparició: 31 de desembre de 1995.

És el tigre de peluix, que només cobra vida en la imaginació de Calvin (si bé hi ha una ambigüitat en aquest punt perquè el tigre provoca fets reals). Des del seu punt de vista, Hobbes és un tigre antropomorf molt més gran que Calvin, amb actituds i idees independents. Els altres el veuen només com un animal de peluix, normalment assegut en un angle fora de la zona i mirant cap a l'espai a la vista. El seu nom ve del filòsof Thomas Hobbes i està inspirat en un dels gats de la família Watterson, anomenat Sprite. La veritable naturalesa del personatge no es resol mai, en canvi, com descriu Watterson, es juxtaposa una versió "adulta" de la realitat contra la de Calvin, amb el lector a "decidir què és més real".

### Pares
Watterson mai no ha donat nom als pares de Calvin "perquè pel que fa a la tira, només són importants com a mare i pare de Calvin." Com Hobbes, serveixen de contrapunts per l'actitud i la visió del món de Calvin. Tanmateix, de vegades, Watterson els utilitza per explorar situacions en què poden relacionar-se els adults com el desig de gaudir del temps d'oci, en contraposició a la necessitat de treballar, o al mal servei al client i a les frustracions en la compra de queviures. A més, de tant en tant, Watterson pren el temps per descriure els dos personatges parentals. Un exemple és la història en què la família torna d'un casament per trobar que la seva casa ha estat saquejada. En diverses tires, Calvin i Hobbes queden en un segon pla mentre la mare i el pare reflexionen sobre l'impacte de l'esdeveniment.
- Pare: és un home de classe mitjana molt preocupat per l'educació del seu fill, intenta ensenyar-lo a ser assenyat tot i que mai respon la veritat a les seves preguntes sobre el món. A vegades té un punt cínic que recull en Calvin. És advocat de patents, com el pare de l'autor. Va aparèixer per primera vegada a la primera tira, el 18 de novembre de 1985, i per darrera vegada el 3 de desembre de 1995.
- Mare: és una dona que no treballa fora de casa i que alterna els intents de posar límits al seu fill amb l'amor incondicional. Renya el seu marit quan es posa irònic. Les seves batalles principals amb el fill són les clàssiques d'una mare: endreçar l'habitació, anar al llit, dutxar-se, sopar... Va aparèixer per primera vegada el 26 de novembre de 1985 i per darrera vegada el 20 de desembre de 1995.

### Altres secundaris
Altres personatges que surten freqüentment a les històries són:
- Susie Derkins: és una noia de la mateixa classe d'en Calvin que viu al costat de casa seva. És molt femenina i bona alumna. És l'únic personatge important del que s'anomena nom i cognom. El seu cognom es creu que deriva de la mascota beagle de la família de la dona de Watterson.[14] En Calvin i ella mantenen una relació d'amor - odi al llarg de tota la tira perquè en Calvin rebutja oralment les nenes però la necessita al seu costat. Té un conill farcit anomenat el senyor Bun, que freqüenta les seves festes del te com a convidat. Susie va aparèixer per primera vegada el 5 de desembre de 1985, i per darrera el 16 de desembre de 1995.
- Senyoreta Carcoma: és la professora d'en Calvin, una dona gran que perd la paciència sovint. Va aparèixer per primera vegada el 21 de novembre de 1985 i per darrera vegada el 30 d'octubre de 1995. El seu nom original (Mrs. Wormwood) prové de l'aprentent de dimoni de The Screwtape Letters, de Clive Staples Lewis.[18]
- Moe: és un company d'escola, repetidor i partidari de la força que intimida el Calvin (sobretot a classe d'educacio física) però que mostra poca intel·ligència. Va aparèixer per primera vegada el 30 de gener de 1986, i per darrera el 20 de novembre de 1995.
- Rosalyn: és una adolescent que fa de cangur al Calvin i que és l'única que pot dominar-lo de tant en tant. Surt amb un noi al qual truca constantment per telèfon i va a la universitat. El darrer secundari important en debutar va aparèixer per primera vegada el 15 de maig de 1986, i per darrera el 16 de setembre de 1995.
- Oncle Max: L'oncle Max de Calvin va aparèixer en una sèrie de tires el 1988, visitant la família.[19] L'oncle Max és el germà gran del pare de Calvin, tot i que està establert com a solter i sense fills. Quan Calvin va intuir que Max estava a la presó (per explicar per què no havia conegut a Max), la seva mare està indignada, mentre que el seu pare sembla estar d'acord amb Calvin, dient "amb Max, això no és una mala suposició".

Watterson va dir que l'oncle Max havia d'estar inclòs en altres tires, com ara que la família aniria a casa de Max per fer-li una visita; mai no va tornar a aparèixer perquè Watterson va sentir que era estrany que Max no pogués referir-se als pares amb noms propis.

## Els arguments
Si bé cada tira té independència argumental, sovint s'enllacen per formar històries més llargues. Hi ha una sèrie de temes recurrents:
- La neu: en forma de ninots molt violents o de curses en trineu
- Els jocs: calvin-ball, la bicicleta...
- Els monstres sota el llit
- Els alter-ego de Calvin
- La caixa de cartró, que permet duplicar en Calvin, transformar objectes, muntar una botiga o viatjar en el temps
- El club secret
- Les arribades de l'escola, on Hobbes ataca en Calvin per jugar
- Les "enquestes polítiques" sobre com es fa de pare
- El boicot a les normes domèstiques i a la cangur
- Els problemes per resoldre els deures i la manca de motivació a l'escola

### En castellà
- Watterson, Bill: Calvin y Hobbes (1997-2003), Barcelona, Ediciones B, Grupo Zeta.Obra completa.
- Capó Juan, Mª Magdalena Y Oliver Marroig, José A.: Calvin y Hobbes: un análisis semiótico del arquetipo del niño en el cómic contemporáneo (2000). Revista Interlingüística 11, que recoge las actas del XV Encuentro de la Asociación de Jóvenes Lingüistas; Sevilla.
- Gasca, Luis y Gubern, Román: El discurso del cómic (1991). Cátedra, Barcelona. ISBN 84-376-0758-2
- Gubern, Román: El lenguaje de los cómics (1974), Edicions Península, Barcelona. ISBN 84-297-0815-4
- VV.AA.: De Yellow Kid a Superman. Una visión social del cómic. (1999) Diputació de Barcelona, Barcelona. ISBN 84-89790-40-X
- Watterson, Bill. El último libro de Calvin y Hobbes.  Ediciones B, octubre de 2004. ISBN 0-8362-0438-7.

### En anglès
- The Calvin and Hobbes Tenth Anniversary Book.  Andrews and McMeel. ISBN 0-8362-0438-7.. ISBN 0-8362-0438-7.
- Watterson, Bill. The Complete Calvin and Hobbes.  Kansas City, MO: Andrews McMeel Publishing, 2005. ISBN 0-7407-4847-5.. Obra completa. ISBN 0-7407-4847-5.
- Chris Suellentrop. «The last great newspaper comic strip».   Slate magazine, 07-11-2005.
- James Renner. «Missing! Calvin and Hobbes creator Bill Watterson.».   Cleveland Scene, 26-11-2003. Arxivat de l'original el 3 de febrer de 2007.
- Neely Tucker «The Tiger Strikes Again». The Washington Post, 04-10-2005.